# 賽龍舟

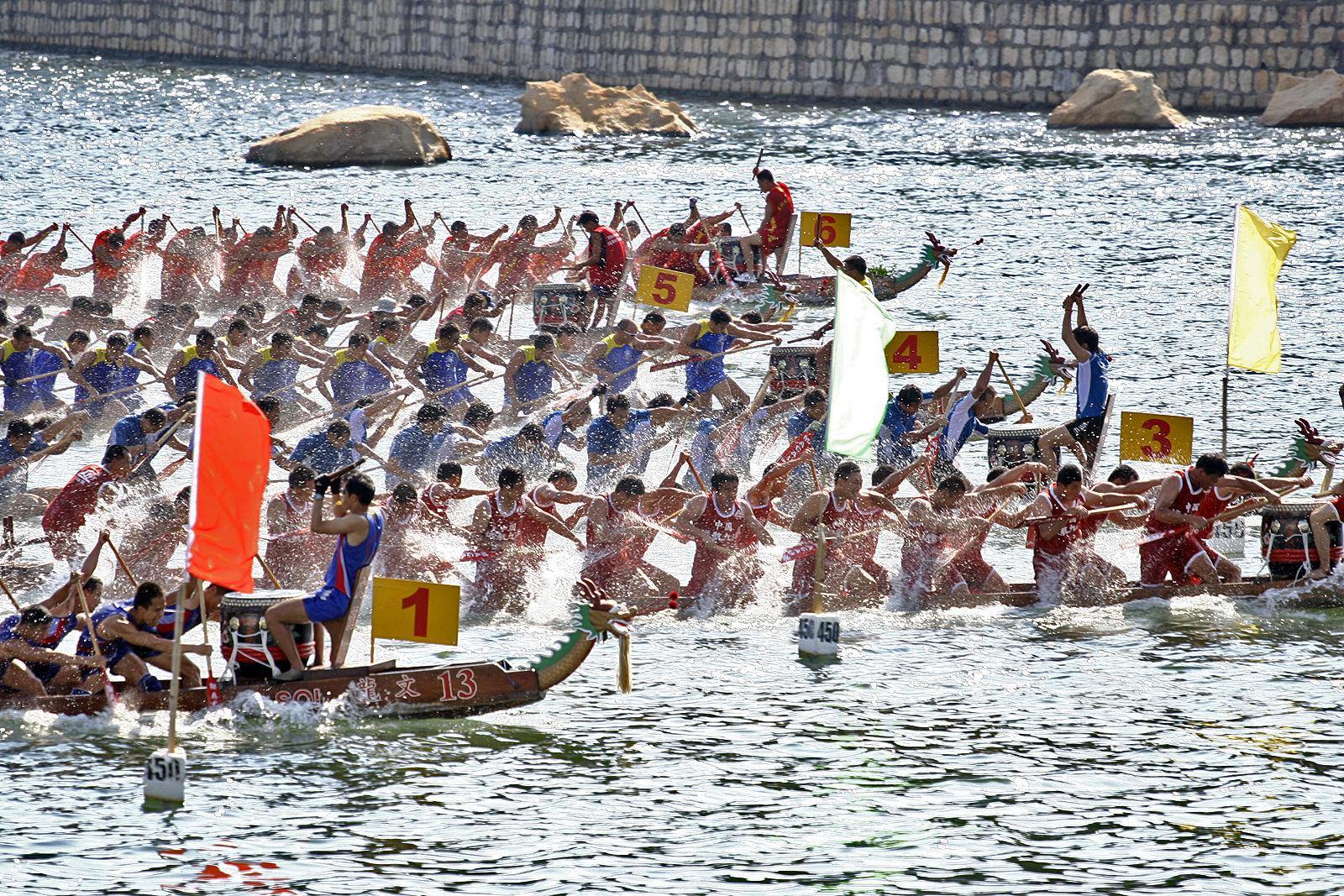
澳門國際龍舟賽(2005)

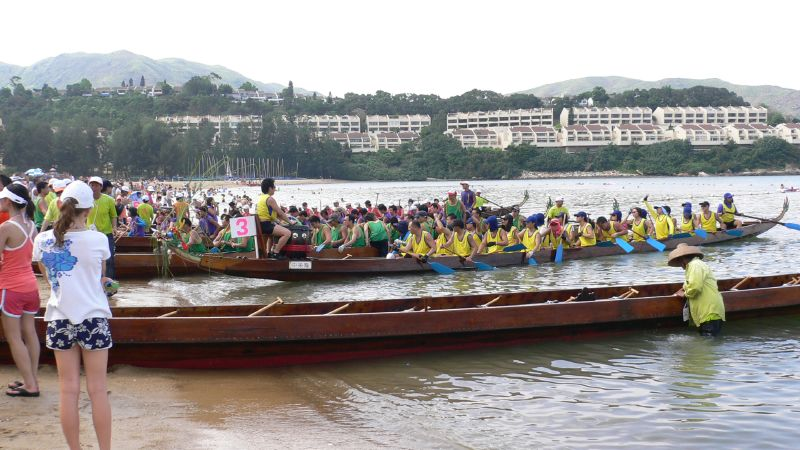
2005年的愉景灣龍舟競渡

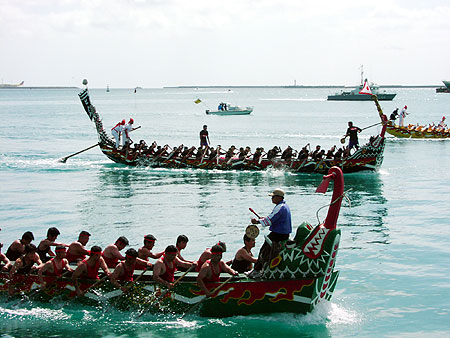
日本沖繩那霸市的端午龍舟競渡

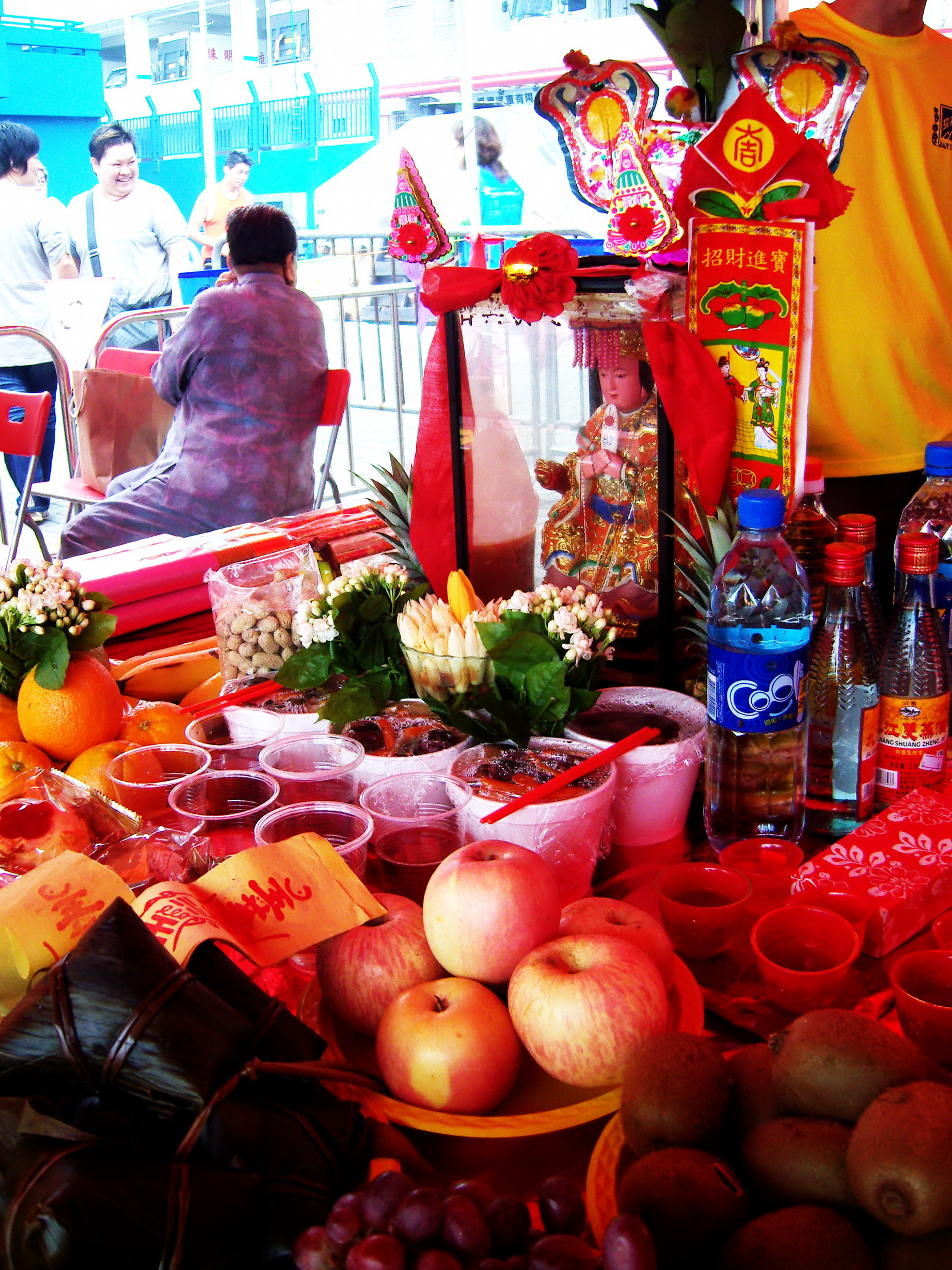
一些龍舟賽會邀請神祀觀看，圖為從香港柴灣天后廟請來的天后娘娘。

賽龍舟，或称龙舟竞赛、龍舟競渡、龍舟競漕、扒龍舟、爬龙船（ 臺灣話：pê-lîng-tsûn，台灣及閩粵地区惯称），是赛艇運動之一，也是一些東亞地區的地方民俗活動，於特定節日或喜慶場合舉行。現時龍舟競賽已發展為一項水上體育運動，在世界各地一些沿海、沿河地方亦有定期舉行。它除了是中國全國運動會的項目之一外，也於广州市主辦的2010年亚洲运动会、杭州市主辦的2022年亞洲運動會，兩次成為亚运会中的正式比赛项目。

## 沿革
有學者指龙舟演变自百越的独木舟，百越独木舟是以蛟龙为图腾。對於龍舟和龍舟競渡的實際起源，今天仍在考究。
而龍舟競渡流傳最廣的起源是，楚國人為紀念投江自盡的屈原，借龍舟驅散江中之魚，期望阻止魚吃掉屈原的身體。龍舟競渡所之起源，最早見諸南朝梁宗懔《荊楚歲時記》記：“五月五日，謂之浴蘭節。……是日，競渡，采雜藥。”但原文尚未提到屈原。直到隋朝杜公瞻为该书作注，才提到：“五月五日竞渡，俗为屈原投汨罗日，伤其死所，故并命舟楫以拯之。”另在《隋书·地理志》記載：“屈原以五月望日赴汨罗，土人追至洞庭不见，乃歌曰，何由得渡湖？因而鼓棹争归，竞会亭上，为竞渡之戏，迅楫齐驰，棹振水陆，观看如云。”
考古學的發現證實，許多端午節習俗早在楚國前已流傳。例如其中一個來自春秋战国时期的青铜钺，便刻有龙舟競渡图案。

## 發展
宋朝時賽龍舟是違法活動，從事者將受重罰，賽龍舟在眾多地方習俗上有非常重要的象徵意義與宗教色彩，當時夏季蚊蟲與疾病多發，五月被定為毒月，要在毒月求平安就由附近數村組織龍舟賽，誰最先到達下游的河上祭壇將酒和祭品倒入河中祭祀，勝者就能獲得龍神保佑且在地方上成為壓人一頭的強勢村或強勢家族，而所有敗方的社會地位下降且可能沒有保佑而毒病多發，由此競賽勝敗掛勾了太重的利益，導致圍觀者熱血激動，參賽者也不計手段要贏各種作弊方式多發，普遍性在社會上發生龍舟賽糾紛引起的大規模械鬥，皇帝下令禁絕但法律實質上未能禁止龍舟風氣，民間依然熱絡。甚至直到現代中國依然大部分縣市視情況而定民間禁賽令，只能有官方舉辦的規制性比賽，理由則與古代幾乎一致，圍繞龍舟賽的黑幫文化、村居和宗族矛盾、封建迷信活动等問題長年無法解決，政府立場為考量傳統文化的紀念意義採取少量開放、積極管理政策，隨著社會都市化發展讓其慢慢在社會淡化為不太重要的娛樂節目
在不同的地方傳統，龍舟競渡有不同寓意，例如：貴州苗族慶祝插秧和預祝五穀豐登、紀念近代民主革命家秋瑾或古代英雄岩紅窩、越南人紀念陳朝大將陳慶餘抗元，台灣原住民祈福或是紀念先人的儀式等。

## 著名龍舟競賽

### 民俗活動
- 貴州苗族龍舟節
- 越南關蘭島龍舟競渡
- 琉球（今屬日本沖繩縣）那霸端午龍舟競渡、糸滿端午及中秋龍舟競渡
- 日本長崎縣龍舟競渡
- 香港大澳端午龍舟遊涌及赤柱國際龍舟賽[7][8]
- 台灣宜蘭縣二龍村龍舟競渡

### 體育競賽

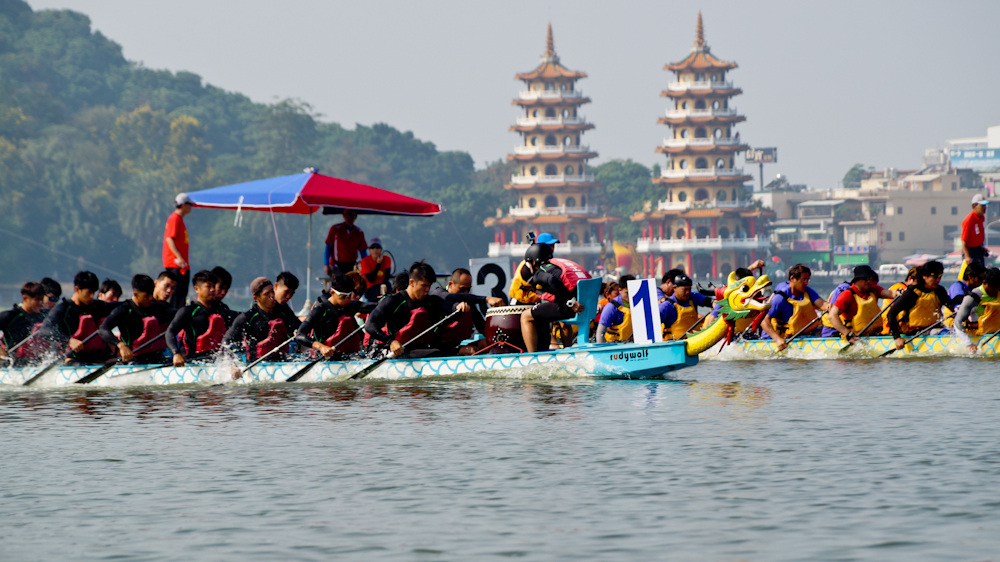
2015年高雄城市盃國際龍舟錦標賽

- 中华龙舟大赛
- 世界龍舟錦標賽
- 亞洲龍舟錦標賽
- 广州国际龙舟邀请赛
- 香港龍舟錦標賽
- 香港國際龍舟邀請賽
- 澳門國際龍舟賽
- 臺北端午龍舟錦標賽
- 城市盃國際龍舟錦標賽
- 臺南市國際龍舟錦標賽
- 高雄愛河端午嘉年華暨龍舟錦標賽
- 長崎龍舟錦標賽

## 外部連結

### 龍舟組織
- 國際龍舟聯會
- 中國香港龍舟總會 （页面存档备份，存于）
- 香港獨木舟總會：龍舟（傳統艇） （页面存档备份，存于）
- 中國龍舟協會 （页面存档备份，存于）
- 亞洲龍舟聯合會
- 澳洲龍舟協會 （页面存档备份，存于）
- 日本龍舟協會 （页面存档备份，存于）

### 其他
- 赤柱國際龍舟賽(香港)網站 （页面存档备份，存于）
- 臺北端午嘉年華
- 高雄市體育會龍舟委員會 （页面存档备份，存于）